# Clan Urakami
Il clan Urakami (浦上氏?, Urakami-shi) fu un clan del Giappone feudale presente nella provincia di Bizen e discendente da Ki no Kosami (古佐美?; 733–797) del clan Ki.

## Membri importanti del clan
- Urakami Norimune (浦上 則宗?) (1429 - 1502) fu servitore del clan Akamatsu. Durante la guerra Ōnin (1468), si schierò con Yamana Sōzen e fu sconfitto dagli Hosokawa. Andò poi a Kyoto, dove il suo signore Hosokawa Masanori, che era al comando del samurai-dokoro, lo nominò shoshidai. Masanori morì nel 1494 e gli succedette suo figlio Masamura; quest'ultimo, però, era allora solo un bambino, e Norimune divenne amministratore dei suoi domini, fungendo da suo reggente.
- Urakami Muramune (浦上 村宗?) (? - 1524) figlio di Munesuke e nipote di Norimune. Durante il periodo di difficoltà del clan Akamatsu ricevette le province di Harima e Mimasaka. Hosokawa Masamura cercò invano di riappropriarsi dei suoi domini ma fu sconfitto (1505) e in seguito messo a morte da Muramune (1522). Alcuni ex servitori degli Akamatsu tentarono di ribellarsi, ma furono sopraffatti da Ukita Yoshiie (1523), servitore degli Urakami. Lo stesso anno, Hosokawa Takakuni chiese aiuto a Muramune, che assediò Hosokawa Harumoto nel castello di Takamatsu. Il castello venne conquistato e poi consegnato a Takakuni. L'anno seguente Harumoto tornò con un grande esercito e sconfisse Takakuni a Imamiya (Settsu), e Muramune fu ucciso nella battaglia.
- Urakami Masamune (浦上 政宗?) (1520? -1564) figlio ed erede di Muramune, fu servitore Akamatsu e signore del castello di Murotsu. Per costruire un legame con Kodera Masamoto, suo figlio Kiyomune doveva sposare la figlia di Kuroda Mototaka, ma Akamatsu Masahide lo attaccò, uccidendo lui e suo figlio.
- Urakami Munekage (浦上 宗景?) (? - ?) era il secondo figlio di Muramune, e dominava nominalmente gran parte della provincia di Bizen da Tenjinyama. Rivale degli Akamatsu a ovest e degli Amago a nord, fu costretto a chiedere aiuto a Ukita Naoie per mantenere l'ordine nella provincia. Naoie rinforzò la sua posizione e iniziò a trovare pretesti per eliminare gli altri servitori di Munekage. Alla fine Munekage fu costretto a fuggire dalle sue terre a Sanuki nel 1575, e in quel momento il clan Ukita assunse il controllo di Bizen. I suoi discendenti ebbero incarichi minori durante il periodo Edo.

## Vassalli del clan
- Nobumasa Nakayama
- Morimi Shimamura